# 纽约州第十三国会选区
纽约州第十三国会选区（英語：New York's 13th congressional district）是美國眾議院位於紐約州紐約市布朗克斯、曼哈頓的一個選區，它是目前美國國會最小的選區。纽约州第十三国会选区始於1803年。

### 來源
- Martis, Kenneth C. . New York: Macmillan Publishing Company. 1989.
- Martis, Kenneth C. . New York: Macmillan Publishing Company. 1982.

40°50′20″N 73°55′59″W / 40.83889°N 73.93306°W